# Khalil Boukedjane
Khalil Boukedjane (El-Biar, 27 januari 1981) is een Algerijns voormalig voetballer die hoofdzakelijk als verdediger speelde.

## Palmares
- Beker van Algerije: 1

2009
1 Ousserir ·
2 Abdat ·
4 Mameri ·
5 Mebarki ·
6 Mekehout ·  
7 Bousehaba ·
9 Slimani ·
11 Aït Ouamar ·
12 Kherbache ·
13 Anane ·
14 Naïli ·
16 Dahmane ·
17 El Amine Aouad ·
18 Rebih ·
19 Bourakba ·
20 Aksas ·
21 Hérida ·
22 Mohammed ·
24 Boukedjane ·
26 Maâziz · 
27 Benabderahmane ·
28 Ammour ·
29 Boukria ·
30 Khellaf ·
Coach: Solinas